# 연아 마틴

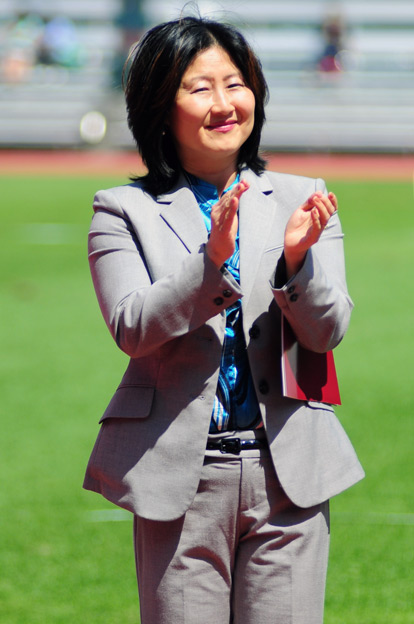
연아 마틴

연아 킴마틴(Yonah Kim-Martin, 본명: 김연아, 1965년 4월 11일 대한민국 서울특별시 ~ )은 캐나다 브리티시컬럼비아주 출신의 보수당 상원 의원이다. 스티븐 하퍼 총리가 그녀를 임명했으며 연방 관공서의 요직을 차지한 최초의 한국계 캐나다인이다.
21년 경력의 전문적인 교육자, 마틴은 1987년에 브리티시컬럼비아 대학교를 졸업하였으며 14년 동안  아보츠포드에 있는 W.J 모우앳 중등학교에서 영어와 드라마를 가르쳤다. 그녀는 1996년에 교육학 석사를 획득했으며 2009년 2월 사실상의 그녀의 상원 임명 때까지 버너비와 코퀴틀람 학군에 있는 여러학교에서 가르치는 일을 지속하였다. 그녀는 2008년 캐나다 연방선거에 보수당 후보로 출마 했지만 당선되지 못했다.
대한민국 서울에서 태어났으며, 1972년에 그녀의 가족과 함께 캐나다로 이민와서 밴쿠버에 정착했다. 그녀는 비영리 기구 《The Corean Canadian Coactive (C3) Society》를 공동 창설 했을 때인 2003년에 저명한 사회 인사가 되었다.
마틴은 현재 (2006년부터) 브리티시컬럼비아 다문화 자문 위원을 포함하는, 여러 다른 이사회와 위원회에서 활동 중이다.. 그녀는 성 패트릭 지역 중등학교 음악회와 소규모 합창단의 여자 졸업생이자 명예 후원자이며 2003년부터《The Annual Korean Heritage Day Festival》의 조직위원회의 일을 맡아서 하고 있다. 3핵도시 지역에서 그녀의 지역 봉사를 인정하여, 마틴은 2004년에 《Spirit of Community Award for Cultural Harmony》를 받았다. 그녀는 또한 2009년 10월 9일에 대한민국 정부로부터 국민훈장 모란장을 받았다.
그녀는 1990년에 더그 마틴(Doug Martin)과 결혼했으며 키아나 미선(Kiana Mi-Sun)이라는 딸이 한 명 있다.

## 참고
1. ↑  “c3society.org - Home”. 2008년 6월 27일에 원본 문서에서 보존된 문서. 2009년 12월 31일에 확인함.
2. ↑  Province of British Columbia[깨진 링크(과거 내용 찾기)]
3. ↑  “Society for Community Development”. 2008년 10월 7일에 원본 문서에서 보존된 문서. 2009년 12월 31일에 확인함.
4. ↑  왕길환 (2009년 9월 21일). “`태권도 대부' 이준구 사범에 국민훈장”. 연합뉴스. 2009년 12월 31일에 확인함.